# Produce 101 Season 2
Produce 101 Season 2 (hangul: 프로듀스 101 시즌 2) é um reality show de sobrevivência produzido e exibido pelo canal de televisão sul-coreano Mnet, lançado como a segunda temporada do programa Produce 101. É um projeto de grande escala no qual o público (chamado "produtores nacionais") "produz" um grupo masculino ao escolher 11 membros entre 101 trainees de 54 empresas de entretenimento. O público também escolhe o conceito, a canção de estreia e o nome do grupo. Em 16 de junho de 2017, o final da temporada foi transmitido ao vivo, anunciando os últimos onze membros, os quais estrearam no grupo Wanna One.

## Conceito
Produce 101 Season 2 reuniu 101 trainees masculinos de diferentes empresas de entretenimento da Coreia do Sul, selecionando onze através de uma votação pública para participarem de um grupo temporário, onde permanecerão por um ano e oito meses sob selo da YMC Entertainment (que também agenciou o grupo temporário I.O.I, formado através do Produce 101). Após o término de seus contratos, o grupo finalizará suas atividades e os membros retornarão às suas agências originais. Os trainees que terminaram o programa nas trinta e cinco primeiras posições realizaram uma performance com a equipe vencedora em um concerto final.
Muitas agências, incluindo a S.M., YG e JYP Entertainment optaram por não enviar trainees na segunda temporada do programa. A YG Entertainment foi, no entanto, representada por quatro modelos sob sua subsidiária YGKPlus. O diretor principal da primeira temporada, Han Dong-chul, também se retirou do show devido a outros compromissos.
Para o treinamento dos meninos, vários artistas foram recrutados para o programa. Lee Seok-hoon e Shin Yoo-mi foram responsáveis pelo treinamento vocal; Cheetah e Don Mills foram responsáveis pelo treinamento de rap; Kahi e Kwon Jae-seung foram responsáveis pelo treinamento de dança.

## Concorrentes
| 101 Contestants         | 101 Contestants         | 101 Contestants             | 101 Contestants            | 101 Contestants         |
| ----------------------- | ----------------------- | --------------------------- | -------------------------- | ----------------------- |
| Kang Daniel (강다니엘)  | Park Ji-hoon (박지훈)   | Lee Dae-hwi (이대휘)        | Kim Jae-hwan (김재환)      | Ong Sung-woo (옹성우)   |
| Park Woo-jin (박우진)   | Lai Guan-lin (라이관린) | Yoon Ji-sung (윤지성)       | Hwang Min-hyun (황민현)    | Bae Jin-young (배진영)  |
| Ha Sung-woon (하성운)   | Jung Se-woon (정세운)   | Kang Dong-ho (강동호)       | Kim Jong-hyun (김종현)     | Im Young-min (임영민)   |
| Ahn Hyung-seob (안형섭) | Yoo Seon-ho (유선호)    | Arredondo Samuel (김사무엘) | Joo Hak-nyeon (주학년)     | Choi Min-ki (최민기)    |
| Kim Yong-guk (김용국)   | Kwon Hyun-bin (권현빈)  | Lee Eui-woong (이의웅)      | Takada Kenta (타카다 켄타) | Noh Tae-hyun (노태현)   |
| Kim Sang-kyun (김상균)  | Jang Moon-bok (장문복)  | Kim Dong-hyun (김동현)      | Kim Dong-han (김동한)      | Kim Tae-dong (김태동)   |
| Seo Sung-hyuk (서성혁)  | Kim Ye-hyun (김예현)    | Lee Gun-hee (이건희)        | Lee Woo-jin (이우진)       | Park Woo-dam (박우담)   |
| Jung Dong-soo (정동수)  | Park Sung-woo (박성우)  | Hong Eun-ki (홍은기)        | Yoo Hoe-seung (유회승)     | Woo Jin-young (우진영)  |
| Joo Jin-woo (주진우)    | Yeo Hwan-woong (여환웅) | Justin (저스틴)             | Lee Gwang-hyun (이광현)    | Byun Hyun-min (변현민)  |
| Yoon Hee-seok (윤희석)  | Kim Sung-ri (김성리)    | Kim Sang-bin (김상빈)       | Kim Tae-woo (김태우)       | Lee Jun-woo (이준우)    |
| Zhu Zheng-ting (정정)   | Kim Nam-hyung (김남형)  | Lee Ki-won (이기원)         | Lee Yoo-jin (이유진)       | Yoon Jae-chan (윤재찬)  |
| Kim Yong-jin (김용진)   | Lee In-soo (이인수)     | Kim Dong-bin (김동빈)       | Kim Tae-min (김태민)       | Ha Min-ho (하민호)      |
| Sung Hyun-woo (성현우)  | Joo Won-tak (주원탁)    | Choi Dong-ha (최동하)       | Jung Joong-ji (정중지)     | Kwon Hyub (권협)        |
| Im Woo-hyuk (임우혁)    | Jung Hyo-jun (정효준)   | Son Dong-myung (손동명)     | Lee Seo-kyu (이서규)       | Kim Hyun-woo (김현우)   |
| Choi Tae-woong (최태웅) | Jo Jin-hyung (조진형)   | Yoon Yong-bin (윤용빈)      | Han Min-ho (한민호)        | Yoo Jin-won (유진원)    |
| Kim Yeon-guk (김연국)   | Jung Shi-hyun (정시현)  | Kim Chan-yul (김찬율)       | Choi Seung-hyuk (최승혁)   | Lee Hoo-lim (이후림)    |
| Kim Jae-han (김재한)    | Kim Chan (김찬)         | Jang Dae-hyun (장대현)      | Yoo Kyung-mok (유경목)     | Choi Ha-don (최하돈)    |
| Park Hee-seok (박희석)  | Yoo Ho-yeon (유호연)    | Jo Gyu-min (조규민)         | Wang Min-hyuk (왕민혁)     | Choi Jun-young (최준영) |
| Jo Sung-wook (조성욱)   | Kim Do-hyun (김도현)    | Jo Yong-geun (조용근)       | Lee Gun-min (이건민)       | Jung Won-chol (정원철)  |
| Choi Hee-soo (최희수)   | Choi Jae-woo (최재우)   | Lee Ji-han (이지한)         | Han Jong-yeon (한종연)     | Nam Yoon-sung (남윤성)  |
| Kim Shi-hyun (김시현)   |                         |                             |                            |                         |

## Discografia

### Singles
| Título                                       | Ano  | Melhores posições | Vendas          | Álbum                |
| Título                                       | Ano  | KOR               | Vendas          | Álbum                |
| -------------------------------------------- | ---- | ----------------- | --------------- | -------------------- |
| "It's Me (Pick Me)" (나야 나)                | 2017 | 26                | - KOR: 466,227+ | Lançamento sem álbum |
| "Show Time" (It's)                           | 2017 | 25                | - KOR: 173,564+ | 35 Boys 5 Concepts   |
| "I Know You Know" (Boys Under the Moonlight) | 2017 | 21                | - KOR: 179,536+ | 35 Boys 5 Concepts   |
| "Open Up" (열어줘) (Knock)                   | 2017 | 10                | - KOR: 294,147+ | 35 Boys 5 Concepts   |
| "Oh Little Girl" (Slate)                     | 2017 | 7                 | - KOR: 362,793+ | 35 Boys 5 Concepts   |
| "Never" (Nation's Son)                       | 2017 | 2                 | - KOR: 544,563+ | 35 Boys 5 Concepts   |
| "Hands on Me"                                | 2017 | 11                | - KOR: 201,738+ | Produce 101 – Final  |
| "Super Hot"                                  | 2017 | 19                | - KOR: 162,786+ | Produce 101 – Final  |
| "Always" (이 자리에)                         | 2017 | 17                | - KOR: 175,951+ | Produce 101 – Final  |

## Ranking
Os 11 melhores concorrentes foram determinados pela votação on-line e local, cujos resultados foram anunciados no final de cada episódio. Os 11 melhores concorrentes na votação final determinaram o grupo final. Para o primeiro e segundo períodos de votação, os espectadores podiam selecionar 11 trainees por voto. Durante a terceira rodada, o sistema mudou para dois trainees por voto. Para a rodada final, o sistema mudou para um trainee por voto. Ao contrário da temporada anterior, apenas aqueles com números de telefone celular sul-coreanos foram autorizados a votar sob uma conta CJ One ou TMON para evitar a fraude de votação.

### Resultado
Durante o último episódio, cuja transmissão ocorreu em 16 de junho de 2017, BoA anunciou o nome do grupo: Wanna One (hangul: 워너원).
| #  | Episódio 11 (Total de votos) | Episódio 11 (Total de votos) | Episódio 11 (Total de votos) |
| #  | Nome                         | Votos                        | Empresa                      |
| -- | ---------------------------- | ---------------------------- | ---------------------------- |
| 1  | Kang Daniel                  | 1,578,837                    | MMO Entertainment            |
| 2  | Park Ji-hoon                 | 1,136,014                    | Maroo Entertainment          |
| 3  | Lee Dae-hwi                  | 1,102,005                    | Brand New Music              |
| 4  | Kim Jae-hwan                 | 1,051,735                    | Trainee independente         |
| 5  | Ong Sung-woo                 | 984,756                      | Fantagio                     |
| 6  | Park Woo-jin                 | 937,379                      | Brand New Music              |
| 7  | Lai Guan-lin                 | 905,875                      | Cube Entertainment           |
| 8  | Yoon Ji-sung                 | 902,098                      | MMO Entertainment            |
| 9  | Hwang Min-hyun               | 862,719                      | Pledis Entertainment         |
| 10 | Bae Jin-young                | 807,749                      | C9 Entertainment             |
| 11 | Ha Sung-woon                 | 790,302                      | Ardor & Able                 |